# اورسن اسکات کارد
 اورسن اسکات کارد (انگلیسی: Orson Scott Card؛ زاده ۲۴ اوت ۱۹۵۱) یک پدیدآور، شاعر، سخنران، و نویسنده‌ی بازی اندر (فیلم) اهل ایالات متحده آمریکا است.
وی همچنین برنده جوایزی همچون جایزه نبولا شده است.